# Paris (Kiribati)
Paris – opuszczona osada na wyspie Kiritimati (Wyspie Bożego Narodzenia) w Kiribati. Znajduje się w pobliżu Poland i London.

## Nazwa
Osada nosi taką nazwę ze względu na francuskiego misjonarza, Emmanuala Rougiera, który przybył na Kirimati w 1917 roku i przebywał tam przez 22 lata.